# Nino Pisano

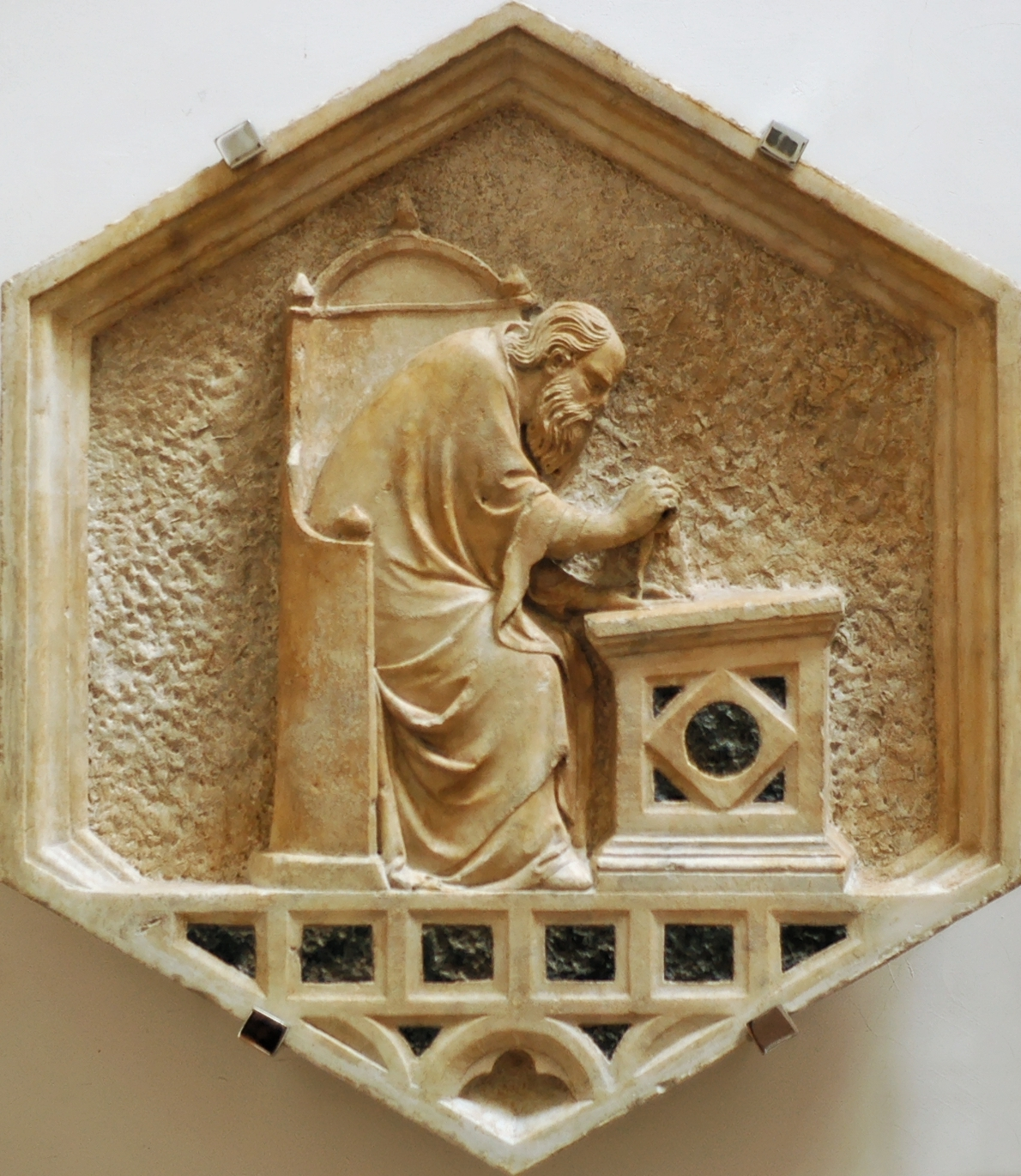
Euclides, panel del campanile de Santa Maria del Fiore.Museo dell'Opera del Duomo (Florencia).

Nino Pisano (c. 1315-c. 1370) fue un escultor italiano, activo desde 1349 hasta 1368. Fue el último de los grandes escultores del Trecento italiano, hijo de Andrea Pisano.
No hay información bien definida sobre su nacimiento, ni de su formación, hasta un documento en los archivos de la Opera del Duomo de Orvieto, que establece la sucesión de su padre como maestro de la Catedral de Orvieto, en 1349. Trabajó con su padre en algunas obras como la tumba Cornaro en la basílica de San Zanipolo en Venecia, obra firmada; en la tumba de Saltarelli en la iglesia de Santa Caterina en Pisa (con al menos dos estatuas de ángeles hacia 1343) que, no obstante, presenta la intervención de otros escultores de menor calidad. Participó también en la escultura de los paneles para el Campanile de Santa María del Fiore. Trabajó basándose en la gran tradición escultórica de Pisa, desde Nicola Pisano al genio de Giovanni Pisano, con las innovaciones de la escultura gótico francesa, las soluciones son de una refinada elegancia, que se convierten en una fuente de inspiración para el conjunto de cuatrocientos y quinientos. Junto con su padre, abrió sus puertas al Renacimiento italiano.
Obras individuales son Madonna y el Niño en la Basílica de Santa Maria Novella en Florencia, el Santo obispo y La Anunciación, respectivamente, en la iglesia de San Francisco y la Catedral de Oristano, o el monumento funerario del obispo Scherlatti, que se conserva en el Museo dell'Opera del Duomo de Pisa.
Se le adjudican un San Francisco, de nuevo en el Museo del Duomo de Pisa, la Madonna del Latte en el Museo Nazionale di San Matteo, la Madonna della Rosa entre los santos Pedro y Juan el Bautista en la iglesia de Santa Maria della Spina en Pisa y Virgen y el niño en el Santuario de la Anunciación de Trapani.
En el Museo de San Mateo se encuentra una Anunciación, proveniente de Santa Caterina, atribuida por Vasari, de los cuales también hay una copia de madera, casi con toda seguridad también realizada por él, en la Galería Nacional en Washington. Otras obras menores se encuentran por ejemplo en la iglesia de Santo Stefano di Marinasco (La Spezia), la Chiesa di Santa Maria a Mantignano (cerca de Florencia), o en las iglesias de San Nicolás y San Michele en Borgo de Pisa. 
Su estilo está relacionado con cambios en el gusto, de acuerdo con los dictados provenientes de Francia, con sinuosos planteamientos, más alejado del clasicismo de su padre.

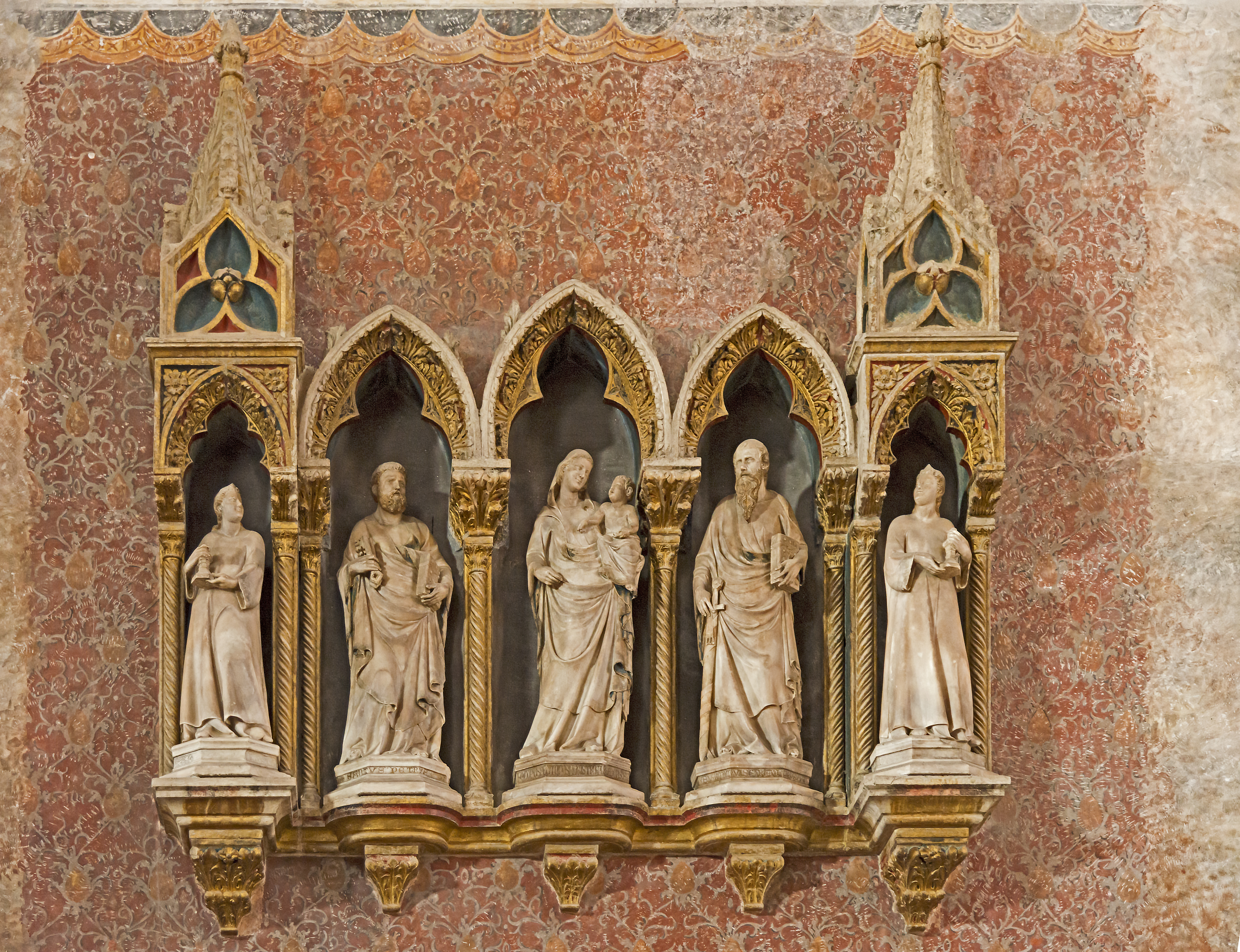
Tumba de Marco Corner Basílica de San Juan y San Pablo (Venecia)